# توماس أ. بوغل جونيور
توماس أ. بوغل جونيور (بالإنجليزية: Thomas A. Bogle, Jr.)‏ هو منافس ألعاب قوى أمريكي، ولد في 7 مارس 1890 في آن آربر في الولايات المتحدة، وتوفي في 21 سبتمبر 1955 في ديترويت في الولايات المتحدة.